# Eugeniusz Michalak
Eugeniusz Michalak (* 28. Oktober 1908 in Warschau; † 22. Juli 1988 ebenda) war ein polnischer Radrennfahrer und nationaler Meister im Radsport.

## Sportliche Laufbahn
Michalak war Radrennfahrer und Eisschnellläufer. Im Radsport war er Teilnehmer der Olympischen Sommerspiele 1928 in Amsterdam, wo er im olympischen Straßenrennen beim Sieg von Henry Hansen den 49. Platz belegte. Die polnische Mannschaft wurde 13. der Mannschaftswertung. 1929 wurde er Zweiter der Polen-Rundfahrt hinter Józef Stefański, wobei er fünf Etappensiege erringen konnte. Im Jahr zuvor hatte er eine Etappe gewonnen.
Seine besondere Stärke lag im Querfeldeinrennen. In dieser Disziplin gewann er 1929, 1930 und 1933 die nationale Meisterschaft. 1927 wurde er Vize-Meister im Straßenrennen hinter Stanisław Wasilewski. 1937 und 1938 gewann er zudem die Meisterschaft im Mannschaftszeitfahren mit dem Team von Syrena Warschau.
Auch als Bahnradsportler war er erfolgreich. 1931 wurde er Meister über 50 Kilometer. Er gewann die polnische Meisterschaft im Tandemrennen 1931 (mit Artur Pusz). 1938 und 1939 siegte er im Meisterschaftsrennen in der Mannschaftsverfolgung.

## Berufliches
Nach seiner Karriere war er als Radsporttrainer in verschiedenen Vereinen tätig.